# Alt Tucheband
Alt Tucheband är en kommun i Landkreis Märkisch-Oderland i förbundslandet Brandenburg i Tyskland.
Kommunen bildades den 31 december 2001 en sammanslagning av de tidigare kommunerna Alt Tucheband, Hathenow och Rathstock.
Kommunen ingår i kommunalförbundet Amt Golzow.